# Phantom’s Revenge
Phantom’s Revenge in Kennywood (West Mifflin, Pennsylvania, USA) ist eine Stahlachterbahn vom Modell Custom Looping Coaster des Herstellers Arrow Dynamics, die 1991 als Steel Phantom eröffnet wurde.
Zwischen den Saisons 2000 und 2001 wurde die Bahn durch den Hersteller D. H. Morgan Manufacturing modifiziert. Die größte Veränderung, die die Bahn hinnehmen musste, war die Entfernung der vier Inversionen, einen Looping, ein Batwing und ein Korkenzieher. Daraus resultierte auch die Entfernung der Schulterbügel aus den Zügen. Eine weitere Veränderung ist die Verlängerung der Abfahrt, die unter der Struktur der Jack Rabbit durchführt, um ca. einen Meter, ebenso wie die Verlängerung der gesamten Strecke um rund 61 Meter. Durch die Veränderungen wurde die Fahrzeit von ursprünglich 2:15 Minuten auf 1:57 Minuten verkürzt.

## Züge
Phantom’s Revenge verfügt über zwei Züge mit jeweils sieben Wagen. In jedem Wagen können vier Personen (zwei Reihen à zwei Personen) Platz nehmen.